# Pujoalbo
El Pujoalbo és una muntanya de 2.503 metres que es troba a la carena que limita els municipis de Naut Aran i de Vielha e Mijaran, a la comarca de la Vall d'Aran, al nord-oest de Catalunya.
El seu vessant oriental està caracteritzat per unes grans pales que cauen sobre la capçalera de la vall de Valarties, mentre que en el seu vessant occidental es troba la capçalera de la vall del barranc de Borgadera.
Aquest cim està inclòs al llistat dels 100 cims de la FEEC